# Otto Willem Arnold van Verschuer
Otto Willem Arnold baron van Verschuer, heer van Echteld, Enspijk en Mariënwaerdt (Mariënwaerdt, huis Hooge Spijk, 22 juli 1927 - Beesd, 4 juni 2014) was een Nederlands politicus, lid van de Raad van State, landeigenaar en kamerheer.

## Familie
Van Verschuer was lid van de familie Van Verschuer en een zoon van mr. Wolter Frans Frederik baron van Verschuer (1891-1952), burgemeester van Beesd, lid provinciale en gedeputeerde staten van Gelderland en van Willemine Louisa Maria barones van Heemstra (1899-1971), lid van de familie Van Heemstra. Hij trouwde in 1952 met jkvr. Catharina Theresia van Sminia (1927-2016), lid van de familie Van Sminia, met wie hij vijf kinderen kreeg.

## Loopbaan
Van Verschuer studeerde rechten aan de Rijksuniversiteit Utrecht waar hij in 1952 zijn meesterstitel behaalde. Hij was rentmeester van de kroondomeinen rentambten Culemborg, Tiel, Grave en Arnhem. Hij was van 1974 tot 1993 voorzitter van de Raad van Beheer/Toezicht van de Rabobank. Hij was vanaf 1978 ook enige jaren buitengewoon lid van de Raad van State. Voorts was hij voorzitter van de Raad voor de Waterstaat en lid van de Jachtraad. In 1978 en 1979 was hij waarnemend burgemeester van Wageningen.

### Politiek
Van Verschuer was van 1972 tot 1977 voorzitter van de Christelijk-Historische Unie (CHU) en daarnaast voor die partij van 1962 tot 1978 lid van de Provinciale Staten en van 1965 tot 1978 lid van Gedeputeerde Staten van de provincie Gelderland. Hij was tevens lid van de grondslagcommissie van het Christen-Democratisch Appèl (CDA).

### Nevenfuncties
Van Verschuer was van 1988 tot 1995 voorzitter van de ANWB en voorzitter van het Bouwcentrum. Hij was ook bestuurslid van de Vereniging tot Behoud van Natuurmonumenten. Vanaf 1 mei 1985 tot 1997 was hij kamerheer van de koningin in Gelderland, vanaf 1998 honorair kamerheer.

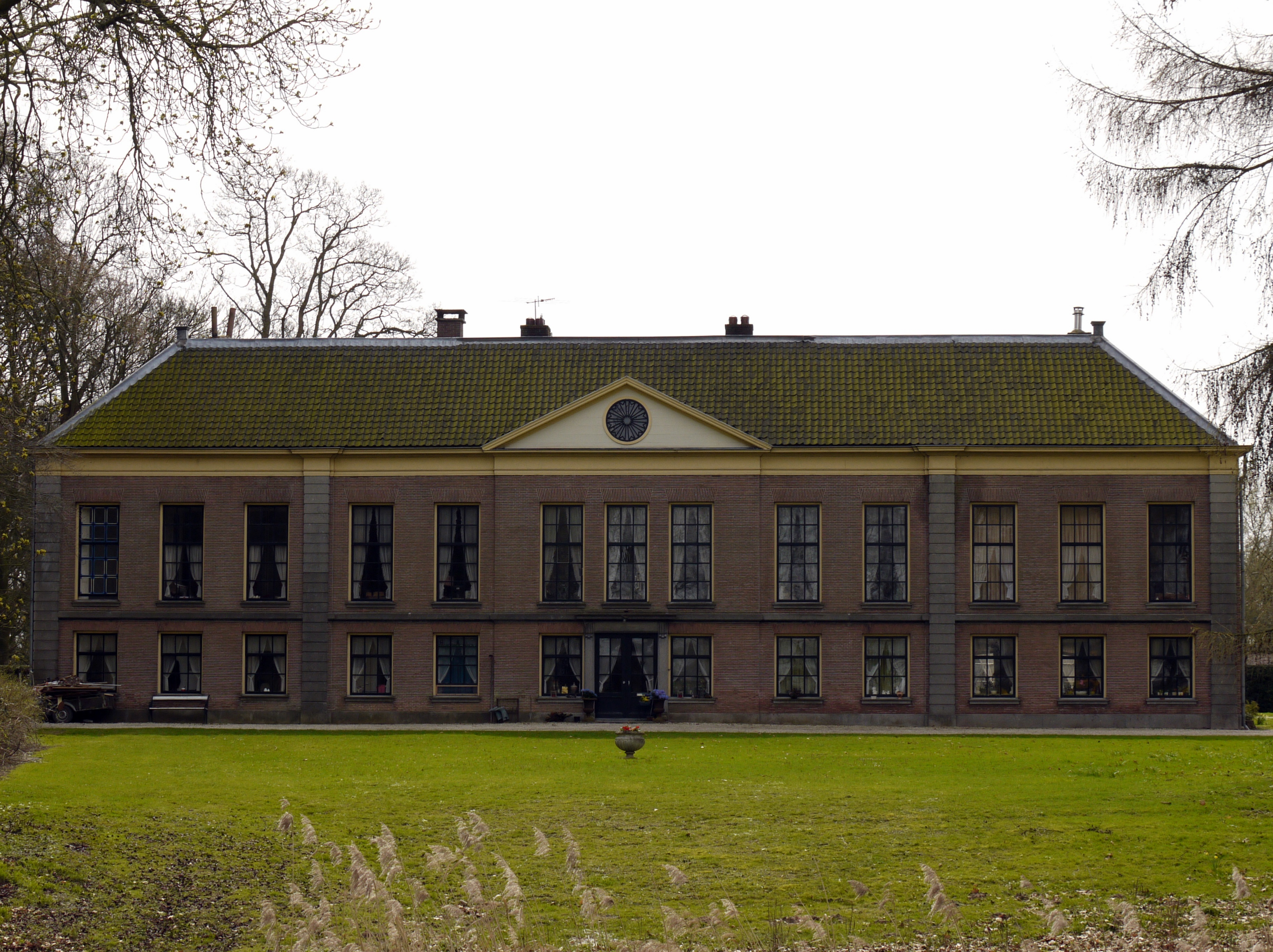
Huis te Mariënwaerdt

## Landeigenaar
Van Verschuer was eigenaar van het landgoed Mariënwaerdt. Hij bewoonde ook het huis Mariënwaerdt te Beesd dat via de familie Van Balveren door huwelijk in 1879 in de familie Van Verschuer kwam.
Het beheer van het landgoed werd door zijn zoon Frans Jacob Albert (1952-2022) voortgezet.
- Biografisch Portaal: 52433765
- International Standard Name Identifier: 0000 0003 7133 4924
- Library of Congress Control Number: no2012081635
- Nederlandse Thesaurus van Auteursnamen: 067991874
- Parlement.com: vg09llyatuzu
- Virtual International Authority File: 250911866
- WorldCat: E39PBJv8F9XvXVhPjhJbFjkhpP